# Евпаторийская женская гимназия Рущинской
«Евпаторийская женская гимназия Рущинской» (Частная гимназия Рущинской и Миронович) — среднее женское частное учебное заведение в городе Евпатория Таврической губернии. В последние годы стала смешанной. Продолжала деятельность с 1912 по 1920 год.

## История
Ещё в 1873 году попечитель Одесского учебного округа признавал необходимость создания двух казенных женских гимназий в Евпатории и Керчи. Но и после их открытия мест в казённых заведениях не хватало для всех желающих.
В 1911 году было получено разрешение и в 1912 году городе Евпатория 1912 году А. П. Рущинской было открыто частное женское училище 1-го разряда.

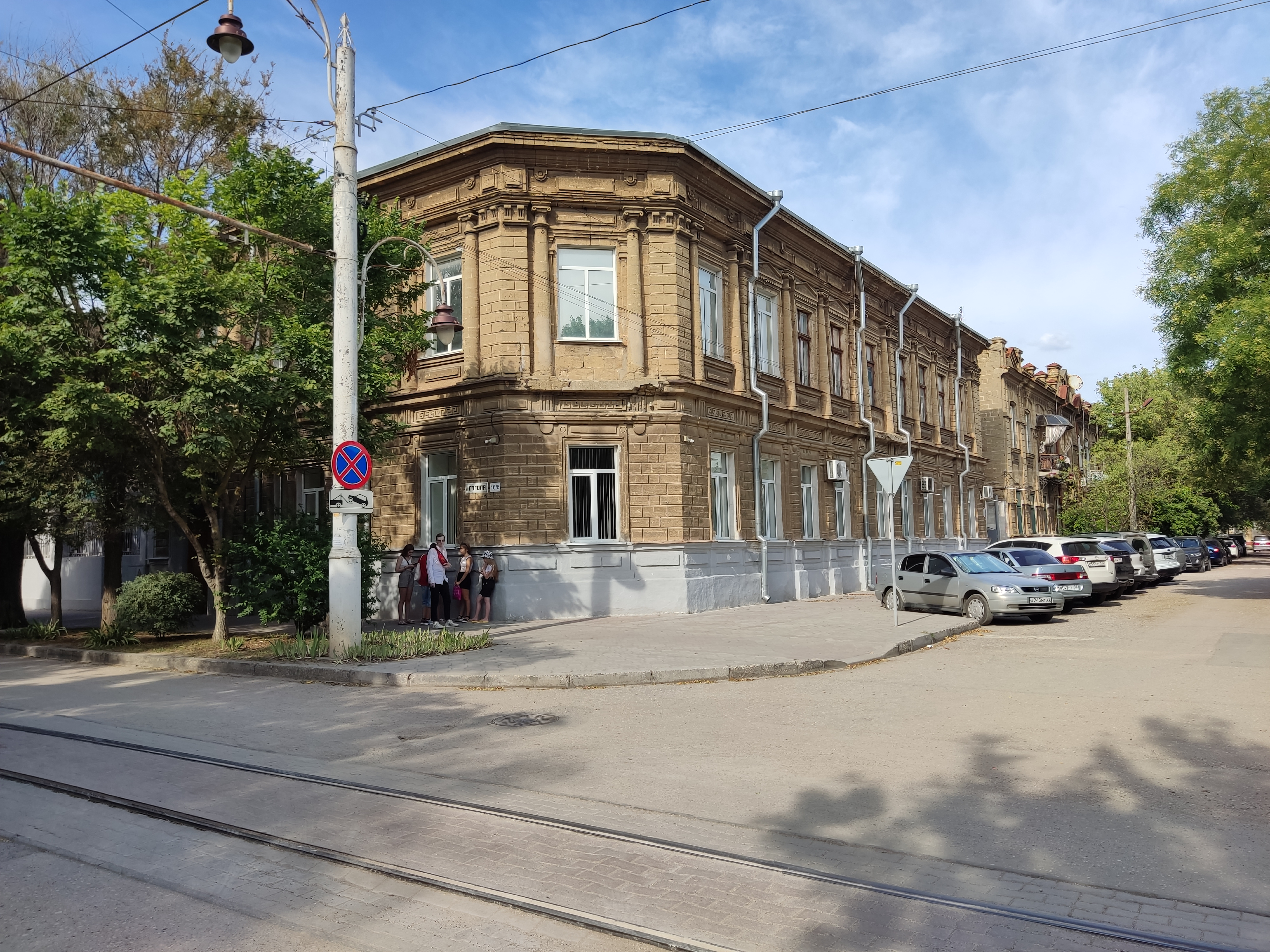
Дом А. А. Погоржельского, здание Евпаторийской женской гимназии А. Рущинской в 1910—1917 годах.

В 1912 году гимназией было взято в наем за 3000 рублей помещение в доме А. А. Погоржельского построенном в 1910 году и располагавшемся на углу улиц Санаторской и Гоголя. Пансион разместился по улице Дачная. Помещение было не полностью приспособленным для нужд гимназии, отсутствовал двор, помещение для библиотеки, научные кабинеты, пособия хранились в ящиках.
Здание гимназии сохранилось. Оно находится по адресу улица Санаторная,6 / улица Гоголя, 16. Впоследствии тут размещалась Евпаторийская школа № 5.
В Украине объект культурного наследия. С 2016 года в РФ здание — объект культурного наследия регионального значения.
На основании решения Министерства народного просвещения № 5808 от 3 февраля 1914 года заведению был присвоен статус частной женской гимназии с предоставлением прав учащимся по Положению от 24 мая 1870.
В 1915 году на основании предложения Попечителя Одесского учебного округа № 18671/3192 от 11 июня 1915 года А. Рущинской и А. Миронович разрешено открыть женскую семиклассную гимназию с полными правами, и учредить при ней Попечительский совет. В ноябре 1915 года были избраны и утверждены председатель попечительского совета, учредитель гимназии В. А. Миронович, заместитель председателя А. Погоржельский, председатель педагогического совета К. Иващенко, а также члены с правом совещательного голоса в педсовете и правом присутствовать на уроках и экзаменах В. Поливанов, А. Шило, Н. Тарганиева, М. Сухомлинова. На основании решения попечителя Одесского учебного округа от 31 марта 1916 года, начальником гимназии была утверждена её учредитель А. П. Рущинская. Также она вела уроки географии.
Попечительский совет ходатайствовал перед городскими властями о выделении земельного участка для постройки нового здания. Евпаторийская городская дума приняла решение от 4 октября 1916 года о выделении безвозмездно участка в 1000 квадратных саженей. Участок по улице Надеждинской, рядом с церковью немецкого общества, оценивался в 45 000 рублей. Была выделена субсидия для постройки гимназии в 60 000 рублей. Гимназия выпускала учительниц для народных школ, поэтому попечительский совет обратился в Евпаторийское уездное земство с просьбой оказать помощь размером в 25 000 рублей, в замен на пять бюджетных мест для обучения дочерей крестьян, окончивших с отличием земские школы, которые по окончании гимназии должны отработать учителями в начальных земских школах Евпаторийского уезда.
Количество воспитанниц гимназии возрастало, так в 1912 году их было 22, а в 1920 году 250 воспитанниц.
В 1914—1915 учебном году гимназия имела 64 ученицы. Годовой бюджет составлял 8568 рублей, из них 6500 рублей от казначейства. Плата за обучение 80 и 120 рублей для подготовительных и основных классов.
Содержание гимназии осуществлялось в основном за счет платы за обучение, поступления от города и из местных земств, были незначительными. Гимназистки сдавали экзамены в присутствии депутатов от Одесского учебного округа, переводились в другой класс или оставались на второй год. Экзамены проходили по программам и правилам, утвержденным для казённых учебных учреждений.
В 1917 году в Евпаторийской частной женской гимназии оканчивало 7 класс 42 выпускницы, а согласно распоряжению в 8 класс могло быть принято не более 30 человек, попечительский совет частной женской гимназии направил прошение попечителю Одесского учебного округа об открытии 8 класса, которое было удовлетворено. С 1918 года частная женская гимназия была реорганизована в Евпаторийскую частную гимназию с совместным обучением А. П. Рущинской и В. А. Миронович. Гимназии были предоставлены полные права, о чём было объявлено в газете «Крымская речь».
Гимназия функционировала в своём статусе до 1920 года. История крымских гимназий завершилась 27 ноября 1920 года, когда Крымревком издал приказ № 57 о перестройке работы учебных заведений Крыма. В национализированной и ставшей бесплатной школе А. П. Рущинская продолжила работу в качестве учительницы. Впоследствии в здании размещалась Евпаторийская школа № 5.

## Известные ученицы
- София-Алина-Люция Андреевна Погоржельская — польская эстрадная певица Зула Погоржельска.
- Алиса Зиновьевна Розенбаум, впоследствии известная как прозаик и философ Айн Рэнд[6].